# Соломирецький Богдан Іванович
Соломирецький Богдан Іванович (*д/н — †7 вересня 1602) — білоруський князь та магнат гербу Равич, політичний діяч Речі Посполитої.

## Життєпис
Походив з впливового роду Соломирецьких. Син Івана Соломирецького, каштеляна Мстиславського, та Ганни Глебович. Про життя князя Богдана більш за все відомо з «Баркулабовського літопису». У 1580 році призначається старостою Кричевським та Овруцьким. 8 серпня 1583 року він зашлюбив представницю магнатського роду Корсаків. За заслуги перед державою у 1593 році отримав від короля Сигізмунда III привілей від короля на села в Могилівському повіті: Хадушевічи, Дасовічи, Гощево, Сірадовічи і Новосілки. У 1597 році для виховання своїх дітей запросив Лаврентія Зизанія, а згодом Мелетія Смотрицького.
Разом із дружиною активно підтримував православну церкву. Був один із заснвоників Віленського братства, опікувався розбудової його школи. У 1594 році надав значний внесок на церкву святого великомученика Георгія (церква на Ілбінській горі у Могильові). У Буйнічах на правому березі Дніпра біля Могильова, з волі Богдана Соломирецького, вираженої у заповіті, було засновано жіночий монастир. Заснував у Висоцьку православну церкву Іспіння Пресвятої Богородиці і виділив для неї вісім волоків землі. Проте конкретна дата заснування цієї церкви не відома.
1599 року брав участь у Віленському з'їзді православної церкви проти унії.
Помер Богдан Іванович Соломирецький у своєму маєтку 7 вересня 1602 року.

## Родина
Дружина — Єва, донька Бакулаба Корсака
Діти:
- Микола-Лев (д/н—1626) — каштелян Смоленський
- Барбара, дружина Костянтина Ходкевича
- Марина, дружина Яна Нарушевича
- Богдан (1589–1630)